# Pyszno (Białoruś)
Pyszno (biał. Пышна, Pyszna; ros. Пышно, Pyszno) – wieś na Białorusi, w rejonie lepelskim obwodu witebskiego, około 16 km na północny zachód od Lepla.

## Historia
Historia wsi jest znana od momentu, gdy Anna z Chreptowiczów 1° voto Rajecka, 2° voto Kryszpinowa sprzedała w 1742 roku te dobra swojemu bratankowi Janowi Chreptowiczowi, stolnikowi nowogródzkiemu. Po nim majątek odziedziczył jego brat Marcjan, a następnie syn Marcjana – Joachim, kanclerz wielki litewski, który w 1767 roku sprzedał Pyszno Fabianowi Kaszycowi. Dziewiętnaście lat później (w 1786 roku) Fabian Kaszyc odstąpił wieś Piotrowi i Teresie z Komarów Siellawom.
Prywatne miasto szlacheckie położone było w końcu XVIII wieku w województwie połockim.
Po śmierci Piotra Siellawy, w 1791 roku majątek odziedziczył ich syn Józefat, a następnie wnuk – Apolinary, który zmarł bezdzietnie w 1836 roku, w związku z czym Pyszno przeszło na własność siostrzenicy Apolinarego, córki Teresy Siellawianki i marszałka Józefa Niemirowicza-Szczytta, Krystyny ze Szczyttów ks. Druckiej Lubeckiej (1781–1844). Kolejnym właścicielem Pyszna był marszałek drysieński, dziedzic Justynianowa, Jan Niemirowicz-Szczytt (zm. w 1851 roku) - syn pisarza skarbowego Justyniana Niemirowicza-Szczytta. Marszałek Jan Szczytt sprzedał majątek swojemu krewnemu, wnukowi Marcina Niemirowicza-Szczytta, Stanisławowi Niemirowiczowi-Szczyttowi (ur. w 1807 roku), żonatemu wpierw z Karoliną ks. Drucką-Lubecką, a następnie z Zofią Bohdanowicz. Syn Stanisława, Kazimierz Niemirowicz-Szczytt, był ostatnim właścicielem Pyszna.
Po II rozbiorze Polski w 1793 roku Pyszno, wcześniej należące do województwa połockiego Rzeczypospolitej, znalazło się na terenie powiatu powiatu lepelskiego guberni witebskiej Imperium Rosyjskiego.
W XIX wieku Pyszno miało status miasteczka. W 1838 roku liczyło 165 mieszkańców, w tym 101 Żydów. W 1886 roku działała tu szkoła powszechna, cerkiew parafialna pw. Wniebowstąpienia Pańskiego (wzniesiona przez Fabiana Kaszycę ok. 1780 roku), przebudowana w 1841 roku), kaplica katolicka (parafii w Leplu), synagoga, garbarnia i sklep.
Po ustabilizowaniu się granicy polsko-radzieckiej w 1921 roku Pyszno znalazło się na terenie ZSRR. Od 1991 roku – na terenie Republiki Białorusi. Do 2013 roku było siedzibą sielsowietu.
Kilka macew rozrzuconych w lesie stanowi spuściznę przeszłości tej wsi. We wsi działają: szkoła, ośrodek zdrowia, klub, biblioteka i poczta.

## Dawny dwór
20 lipca 1812 roku Albrecht Adam narysował tutejszy dwór. Uwagę zwraca barokowa, murowana brama wjazdowa, składająca się z dwóch kwadratowych kordegard. W porównaniu z tą bramą dwór dziedziców prezentował się nader skromnie: drewniany domek z gankiem z jednospadowym daszkiem.
Prawdopodobnie w I połowie XIX wieku Siellawowie wznieśli na miejscu poprzedniego domu niewielki, murowany, parterowy dwór na planie prostokąta. Jego frontowa dziewięcioosiowa elewacja była niesymetryczna: na trzech skrajnych prawych osiach znajdował się portyk, którego trójkątny szczyt wsparty był na czterech kolumnach. Portyk tworzył kryty taras.
Dwór otoczony był przez rozległy park krajobrazowy z dużym gazonem przed portykiem. Przez park płynęła rzeczka, przez którą przerzucono mostek. W parku była też sadzawka. Dwór został zniszczony po 1914 roku.

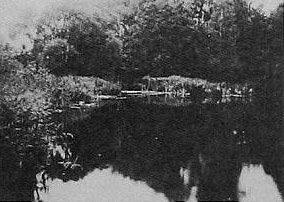
Fragment parku, około 1914 roku

Majątek w Pysznie jest opisany w 1. tomie Dziejów rezydencji na dawnych kresach Rzeczypospolitej Romana Aftanazego. Informacja o rysunku Adama podana jest w uzupełnieniu w IV tomie Dziejów.